# 30.º distrito congresional de California
El 30.º distrito congresional es un distrito congresional que elige a un Representante para la Cámara de Representantes de los Estados Unidos por el estado de California. Según la Oficina del Censo, en 2011 el distrito tenía una población de 663 611 habitantes. El distrito ocupa el corazón de la Ciudad de Los Ángeles. Actualmente el distrito está representado por el Demócrata Adam Schiff.

## Geografía
El 30.º distrito congresional se encuentra ubicado en las coordenadas 34°12′07″N 118°32′49″O / 34.2018725, -118.546956.

## Demografía
Según la Oficina del Censo de los Estados Unidos, en 2011 había 663 611 personas residiendo en el 30.º distrito congresional. De los 663 611 habitantes, el distrito estaba compuesto por 538 733 (81.2%) blancos; de esos, 517 601 (78%) eran blancos no latinos o hispanos. Además 20 638 (3.1%) eran afroamericanos o negros, 1 937 (0.3%) eran nativos de Alaska o amerindios, 72 429 (10.9%) eran asiáticos, 720 (0.1%) eran nativos de Hawái o isleños del Pacífico, 25 756 (3.9%) eran de otras razas y 24 530 (3.7%) pertenecían a dos o más razas. Del total de la población 70 389 (10.6%) eran hispanos o latinos de cualquier raza; 40 246 (6.1%) eran de ascendencia mexicana, 2 548 (0.4%) puertorriqueña y 2 447 (0.4%) cubana. Además del inglés, 2 673 (8.3%) personas mayor a cinco años de edad hablaban español perfectamente.
El número total de hogares en el distrito era de 293 957 y el 49% eran familias en la cual el 20.5 tenían menores de 18 años de edad viviendo con ellos. De todas las familias viviendo en el distrito, solamente el 39.3% eran matrimonios. Del total de hogares en el distrito, el 4.3 eran parejas que no estaban casadas, mientras que el 1.2% eran parejas del mismo sexo. El promedio de personas por hogar era de 2.17. 
En 2011 los ingresos medios por hogar en el distrito congresional eran de US$76 571, y los ingresos medios por familia eran de US$178 790. Los hogares que no formaban una familia tenían unos ingresos de US$156 189. El salario promedio de tiempo completo para los hombres era de US$75 572 frente a los US$57 113 para las mujeres. La renta per cápita para el distrito era de US$57 618. Alrededor del 5.2% de la población estaban por debajo del umbral de pobreza.